# Middleburg (Carolina do Norte)
Middleburg é uma cidade  localizada no estado norte-americano de Carolina do Norte, no Condado de Vance.

## Demografia
Segundo o censo norte-americano de 2000, a sua população era de 162 habitantes.
Em 2006, foi estimada uma população de 164, um aumento de 2 (1.2%).

## Geografia
De acordo com o United States Census Bureau tem uma área de
1,5 km², dos quais 1,5 km² cobertos por terra e 0,0 km² cobertos por água. Middleburg localiza-se a aproximadamente 120 m acima do nível do mar.

## Localidades na vizinhança
O diagrama seguinte representa as localidades num raio de 24 km ao redor de Middleburg.